# Дом Красной Армии (Харьков)
Дом Красной Армии имени К. Е. Ворошилова (до 1917 года — присутственные места, в 1917—1928 — здание учреждений управления Харьковской губернии) — не сохранившееся здание в центральной части города Харькова на западной половине Университетской площади у кромки Университетской горки.
Сооружено в 1785—1805 гг., реконструировано в 1850-х, повторно реконструировано и расширено в 1930-х годах, разрушено в Великую Отечественную войну 1941—1945 гг.

## Присутственные места
В XVIII веке напротив Успенского собора на Университетской горке были построены шесть одноэтажных зданий палат присутственных мест по проекту архитектора П. А. Ярославского. В 1785 году старые деревянные дома снесли, а на их месте было начато строительство двух-трёхэтажного каменного дома присутственных мест, предположительно, по проекту итальянского архитектора Джакомо Антонио Доменико Кваренги. Но стройка стала долгостроем, и в процессе строительства в проект были внесены изменения петербургским архитектором Андреяном Дмитриевичем Захаровым. В 1805 году в дом перевели Губернское правление, несмотря на то, что здание так и не было окончательно достроено. Здание имело вогнутый полукруглый фасад. С его строительством была сформирована Соборная площадь.
В 1850 году губернатором С. А. Кокошкиным было принято решение о сносе недостроенного здания. И на протяжении 1850—1854 годов на его месте был построен новый дом присутственных мест. Новое здание было полностью трёхэтажным и имело, в отличие от предшественника, прямой фасад. После революции в нём расположились различные организации, в том числе Харьковский губком КП(б)У, губисполком, губернский комитет комсомольцев. Также размещался исполком Харьковского Совета рабочих и солдатских депутатов. В 1928 году все организации перевели в Госпром.

Здание присутственных мест 1785—1805 годов постройки
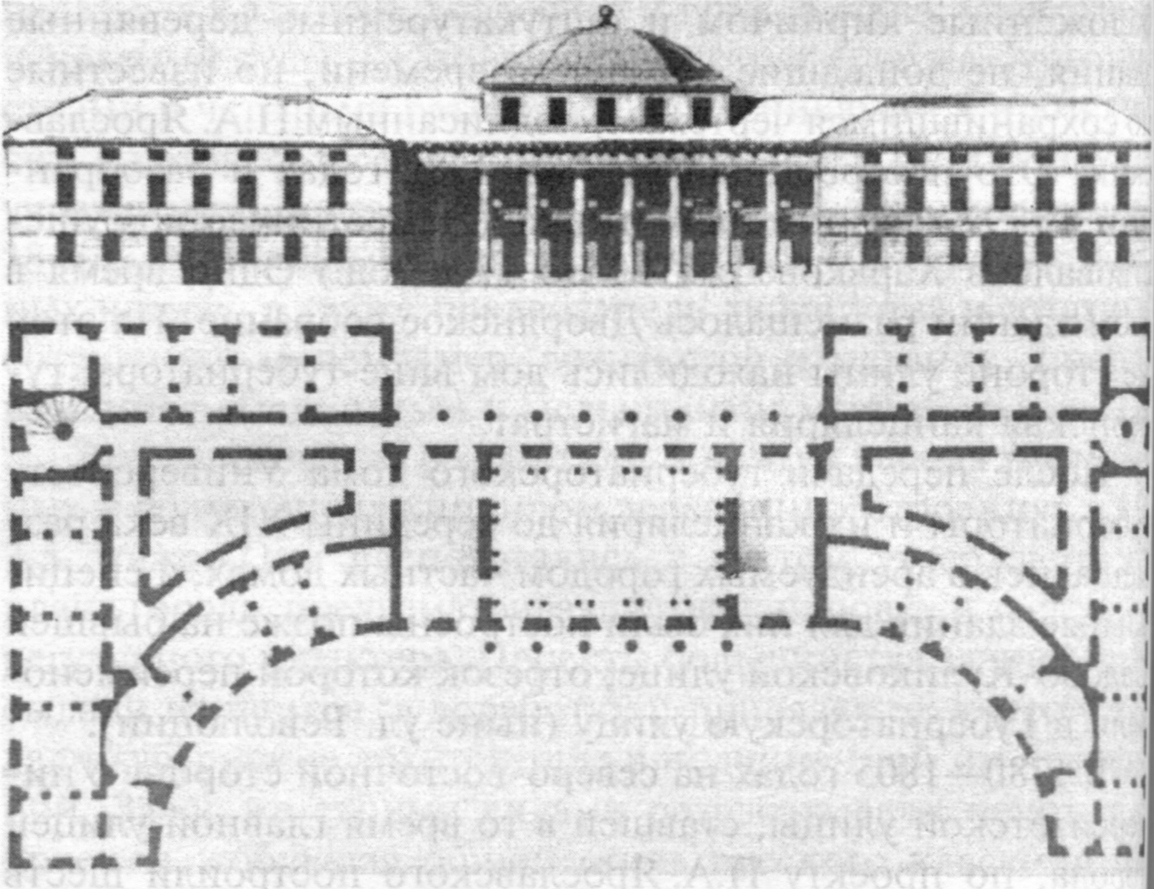
Чертёж конца XVIII века проекта здания присутственных мест.
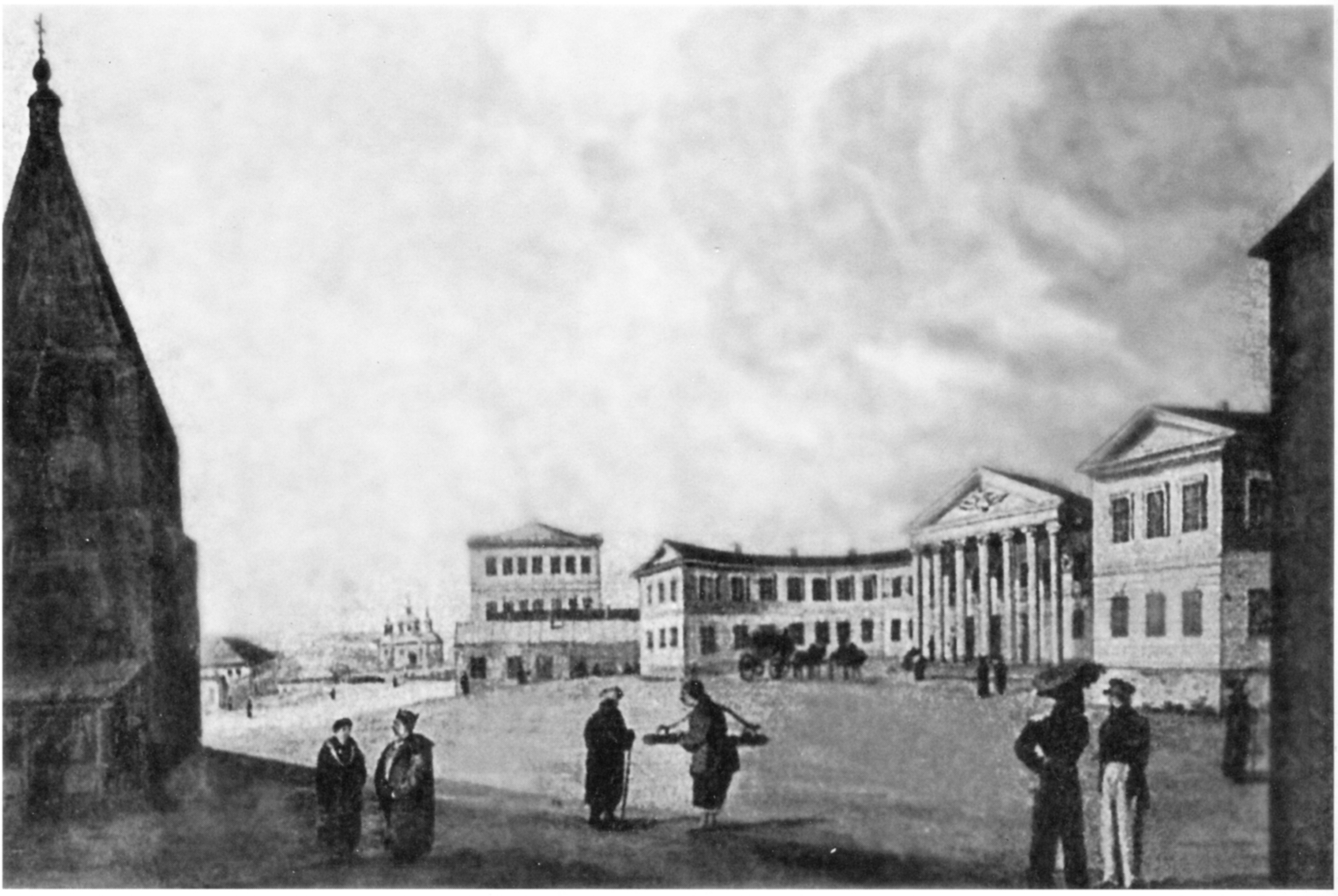
Вид присутственных мест в начале XIX века от Университетской улицы с северной части Соборной площади. Слева видна старая колокольня Успенского собора.
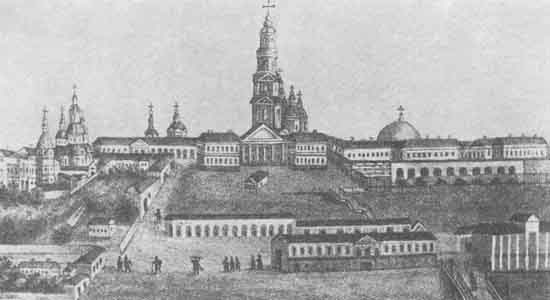
Гравюра XVIII века с видом присутственных мест с обратной стороны (с Сергиевской площади)

Здание присутственных мест 1854 года постройки
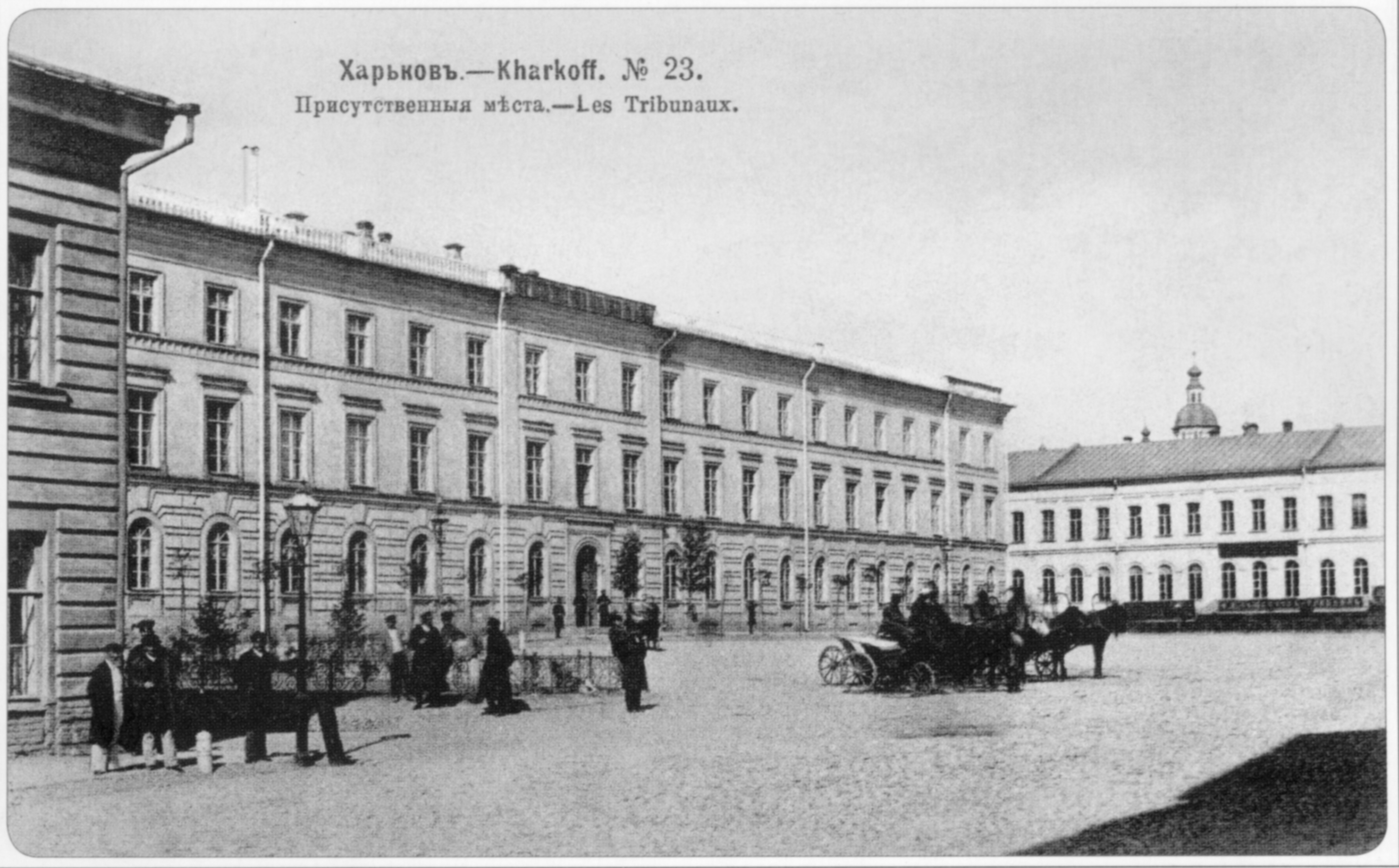
Вид с южной стороны Соборной площади. На переднем плане слева виден газовый фонарь уличного освещения. Слева видно начало двухэтажного химического корпуса Харьковского Императорского университета.
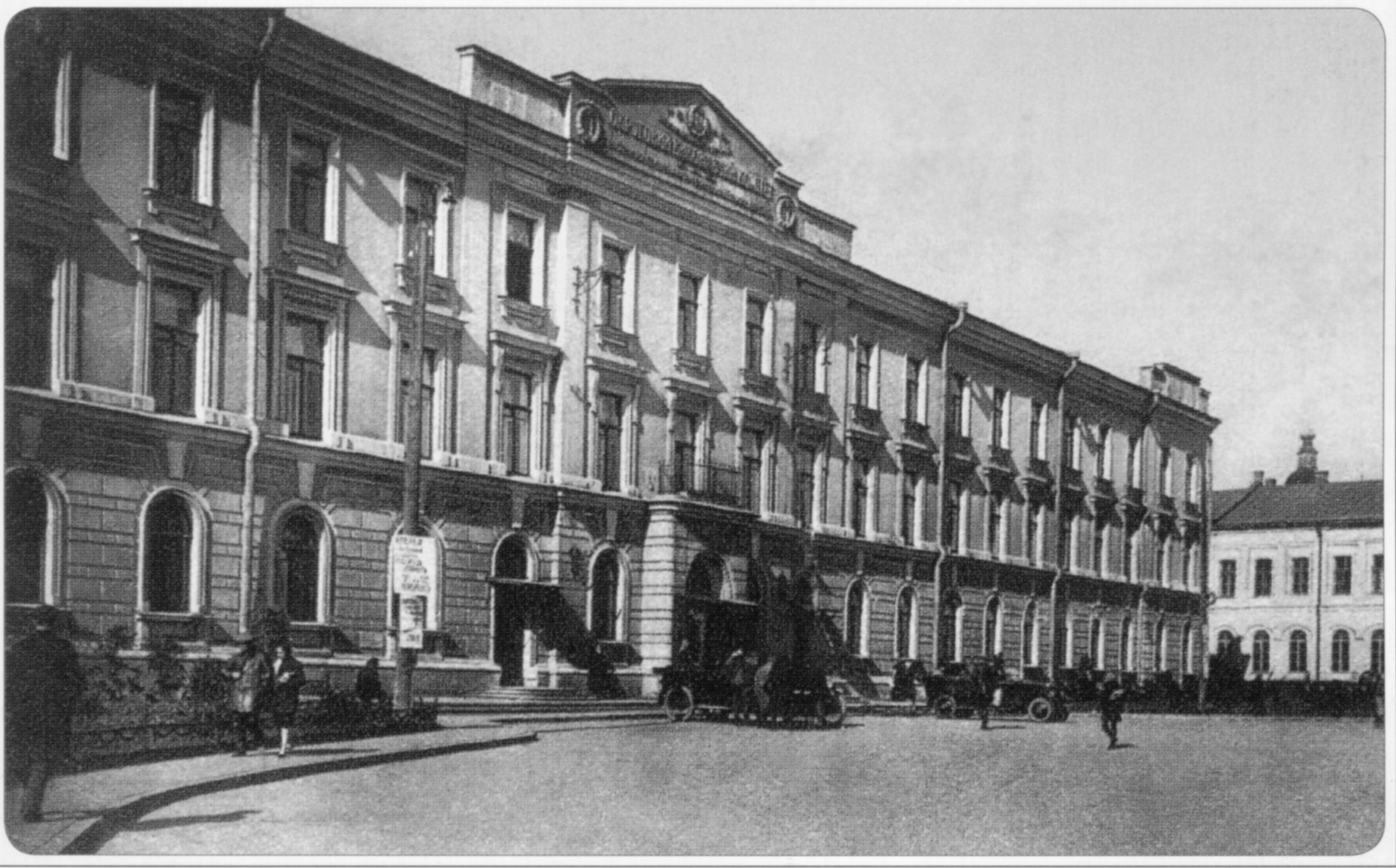
По центру здания надстроен невысокий фронтон. Уже используется электрическое уличное освещение. Справа виднеются купола храмов мужского Свято-Покровского монастыря.
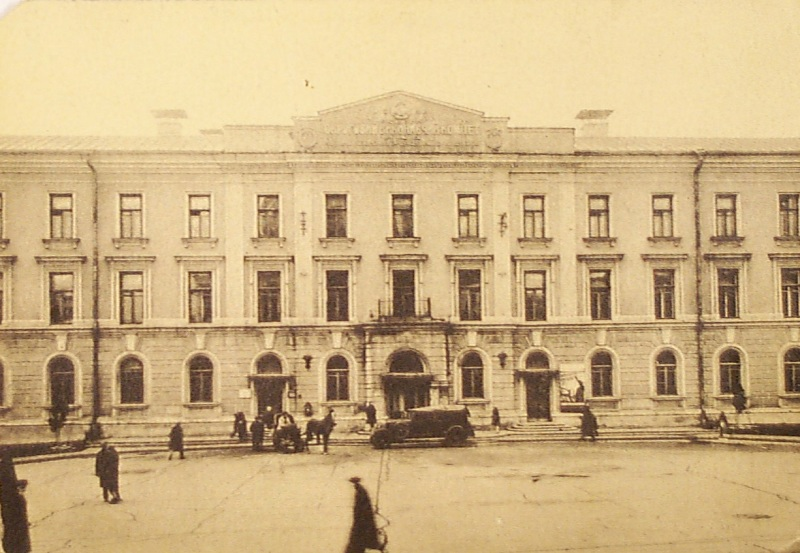
Центральная часть фасада.

## Дом Красной Армии
В 1932—1933 годах здание было реконструировано и достроено архитекторами А. А. Тацием, И. Ю. Каракисом, А. М. Касьяновым и художником В. Г. Мелеером. Реконструкция фасада и достройка нового крыла выполнены в стиле конструктивизма. После реконструкции в здании разместился Всеукраинский Дом Красной Армии имени К. Е. Ворошилова. В здании так же находился зрительный зал на 1200 мест.
|                                                                                         |                                                       |                   |
| Дом Красной Армии в середине 1930-х годов. Вид с южной стороны Университетской площади. | Афиша концерта Давида Ойстраха в Доме РККА, 1938 год. | Бедность не порок |

Во время Великой Отечественной войны в октябре 1941 в Первой битве за Харьков Дом Красной армии, находясь на Университетской горке, был одним из узлов обороны города. В результате боевых действий здание было разрушено и простояло неиспользуемым около десяти лет. В начале 50-х годов дом разобрали и на его месте в 1954 году разбили сквер «Вечный огонь», а в 1957 открыли Памятник борцам Октябрьской революции и через год зажгли Вечный огонь.

Дом Красной Армии во время войны (1941—1943 годы)
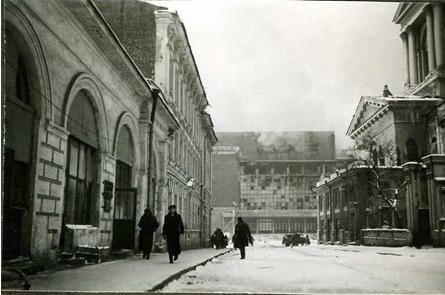
Вид здания в 1940-х годах после разрушений от боевых действий. Справа видна Александровская колокольня Успенского собора
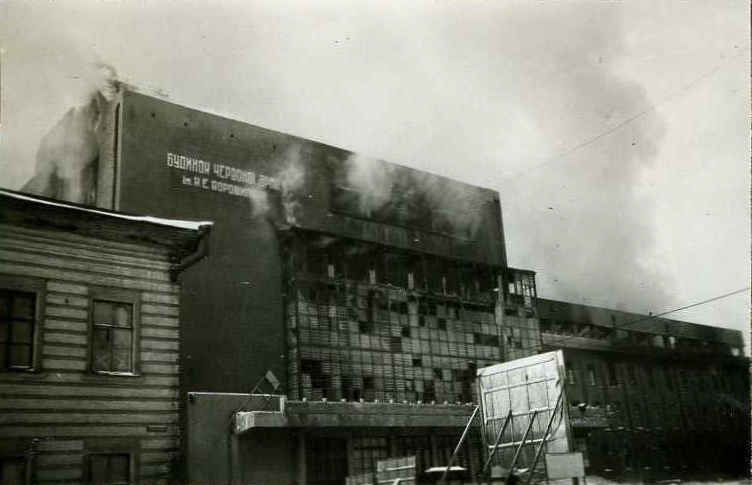
Вид с южной части Университетской площади. Слева виден химический корпус Университета.
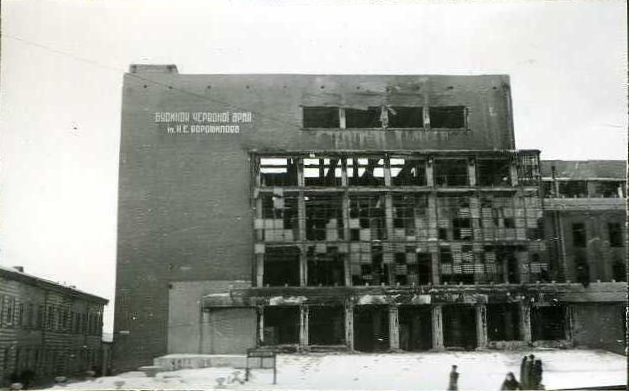
Вид по центру.

## Интересные факты

Генерал Сергей Топорков на параде Добровольческой армии в Харькове летом 1919 года на Соборной площади перед зданием присутственных мест.

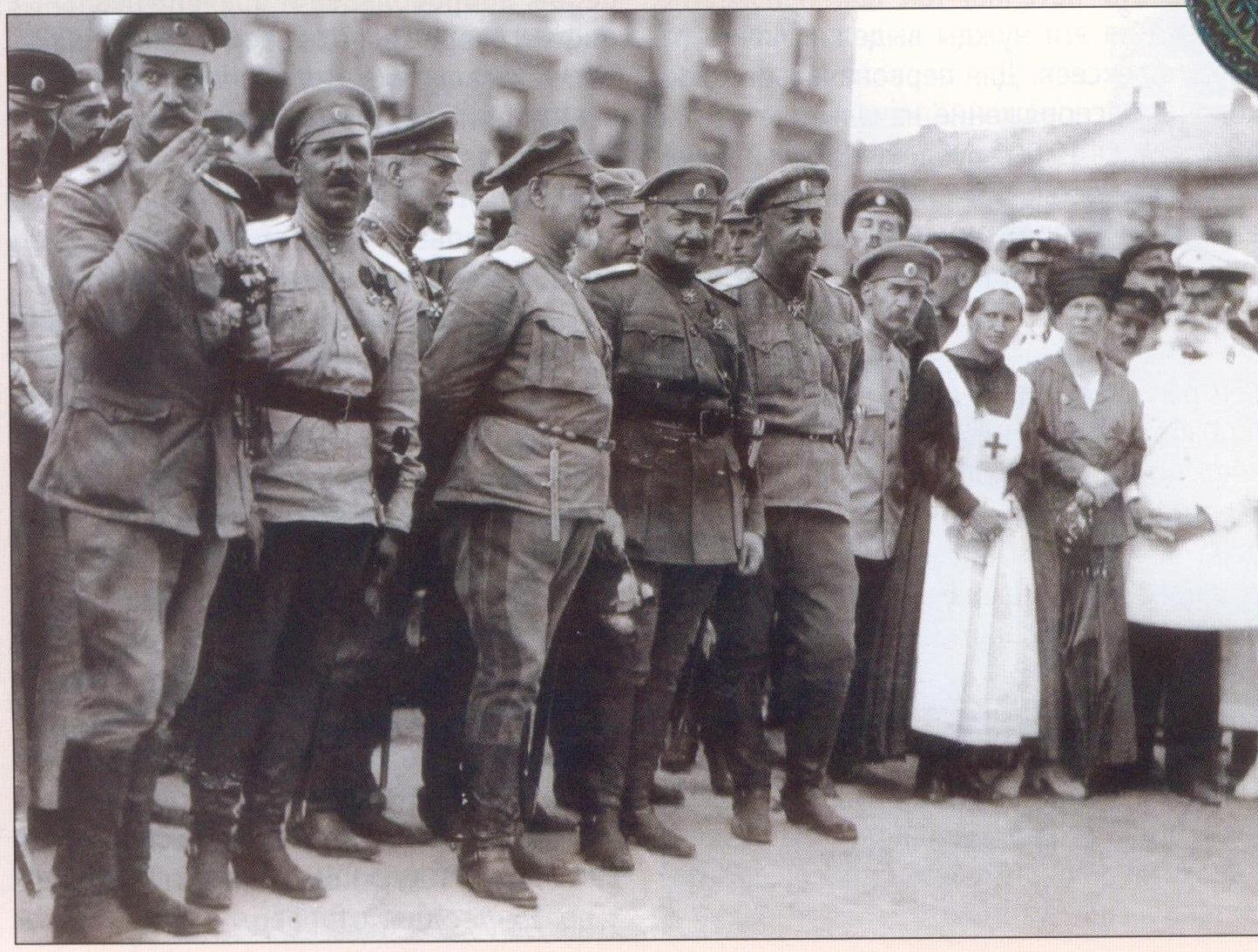
Высшие чины ВСЮР, в том числе генералы Деникин и Романовский, на фоне здания присутственных мест во время парада 5 июля (22 июня ст.ст.) 1919 года.

- В здании так же проходили выставки, такие как например «Предвыборная выставка» в 1938 по поводу 20 летия УРСР[10][11].
- В сентябре-октябре 1941 в здании экспонировалась картина Ивана Шульги, где в виде васнецовских трёх богатырей были изображены маршалы Тимошенко, Ворошилов и Будённый.[12] Судьба картины после оккупации Харькова неизвестна.